# Alena Hrbková

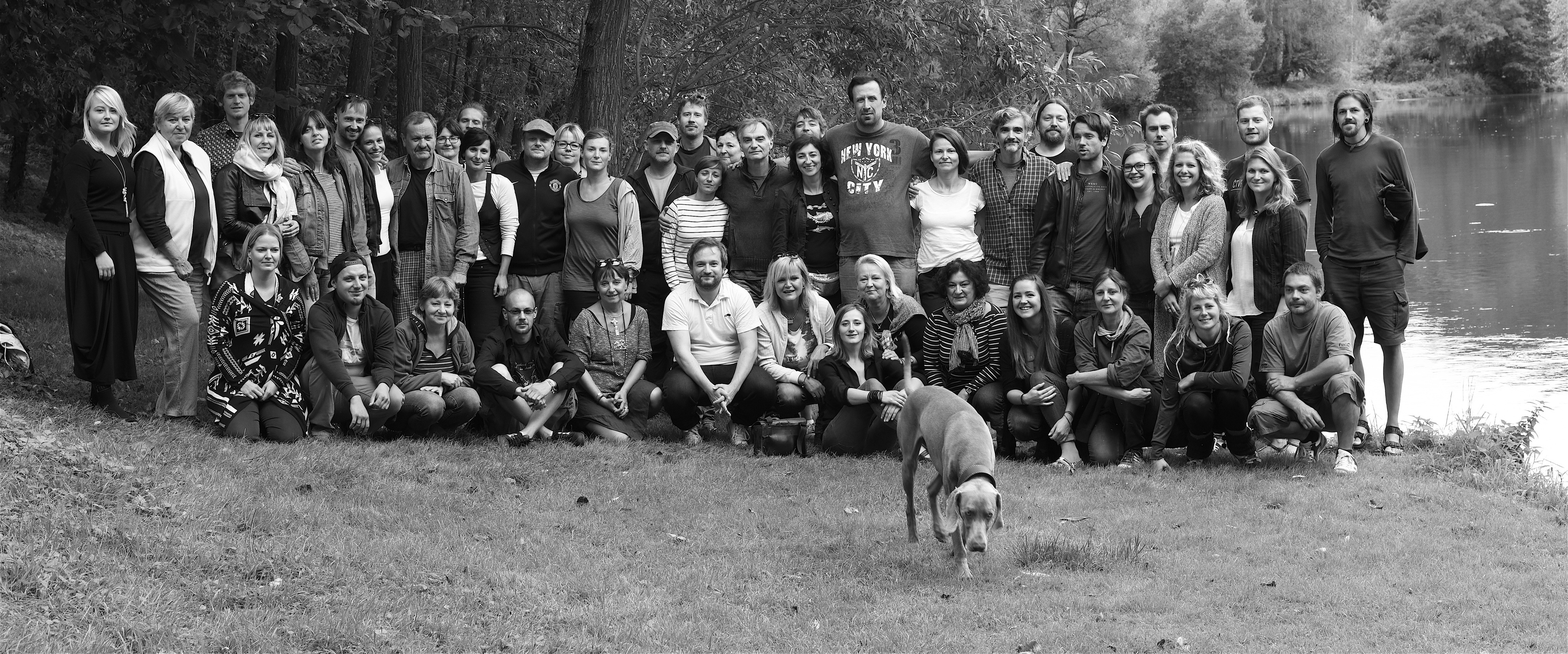
Dejvické divadlo na letním soustředění, 2016

Alena Hrbková (* 5. října 1966) je česká fotografka.

## Dílo
Od roku 1998 spolupracuje s Dejvickým divadlem, pro které zhotovuje portréty a dokumentární fotografie. Spolupracuje i s dalšími divadly (např. Švandovo divadlo).
Je autorkou portrétů osobností české kultury, například Luby Skořepové či Radůzy.
Ilustrovala několik knih o vaření.

## Výstavy
- Jak jsem to fotila..., Dejvické divadlo - Anti.kvariát, vernisáž: 20. dubna 2015

## Galerie

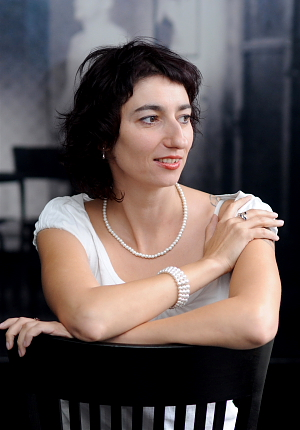
Babčáková
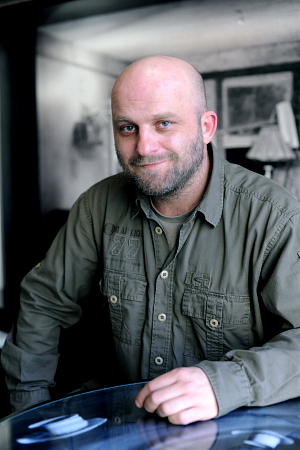
Čermák
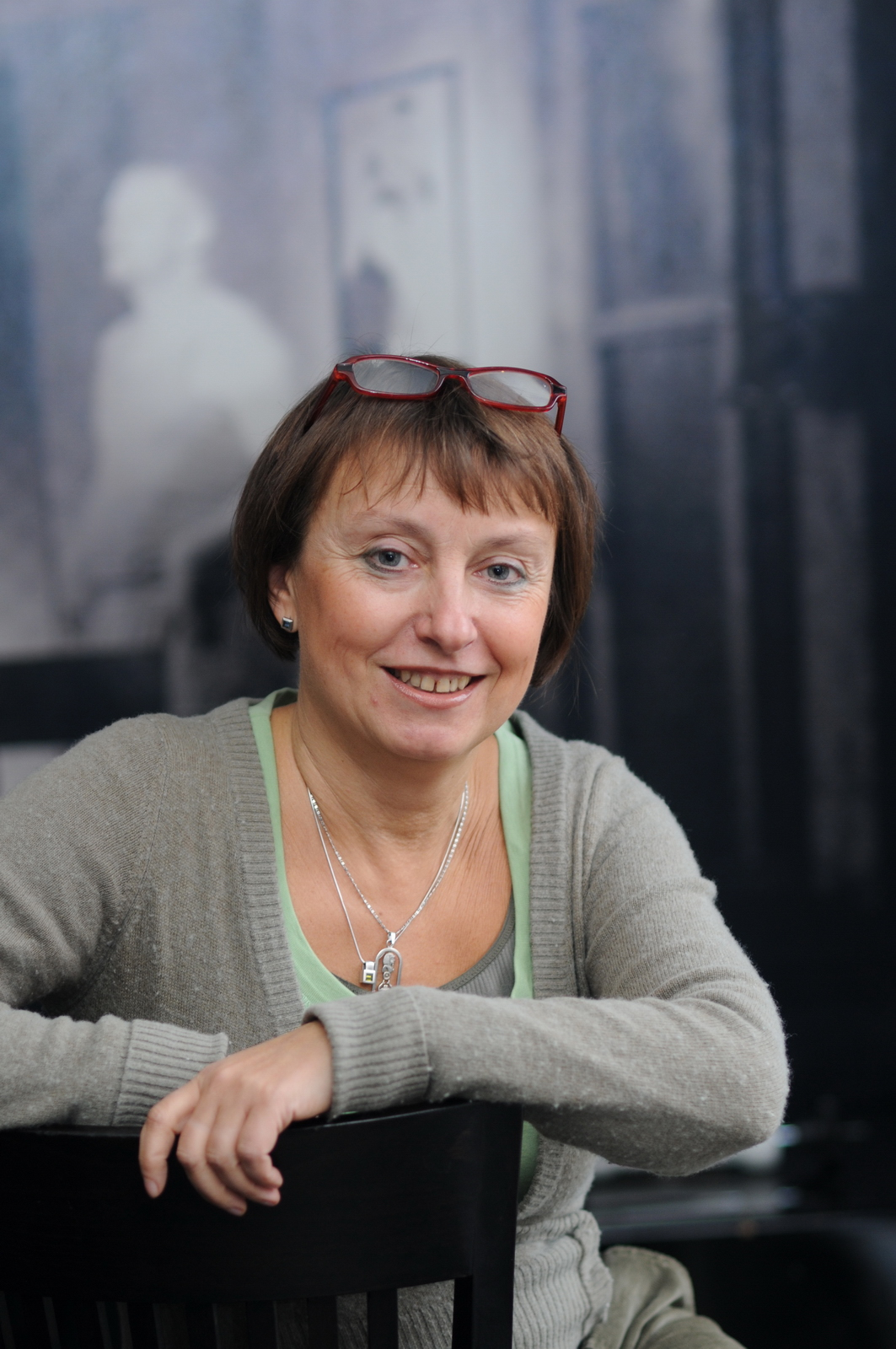
Eva Kejkrtová Měřičková
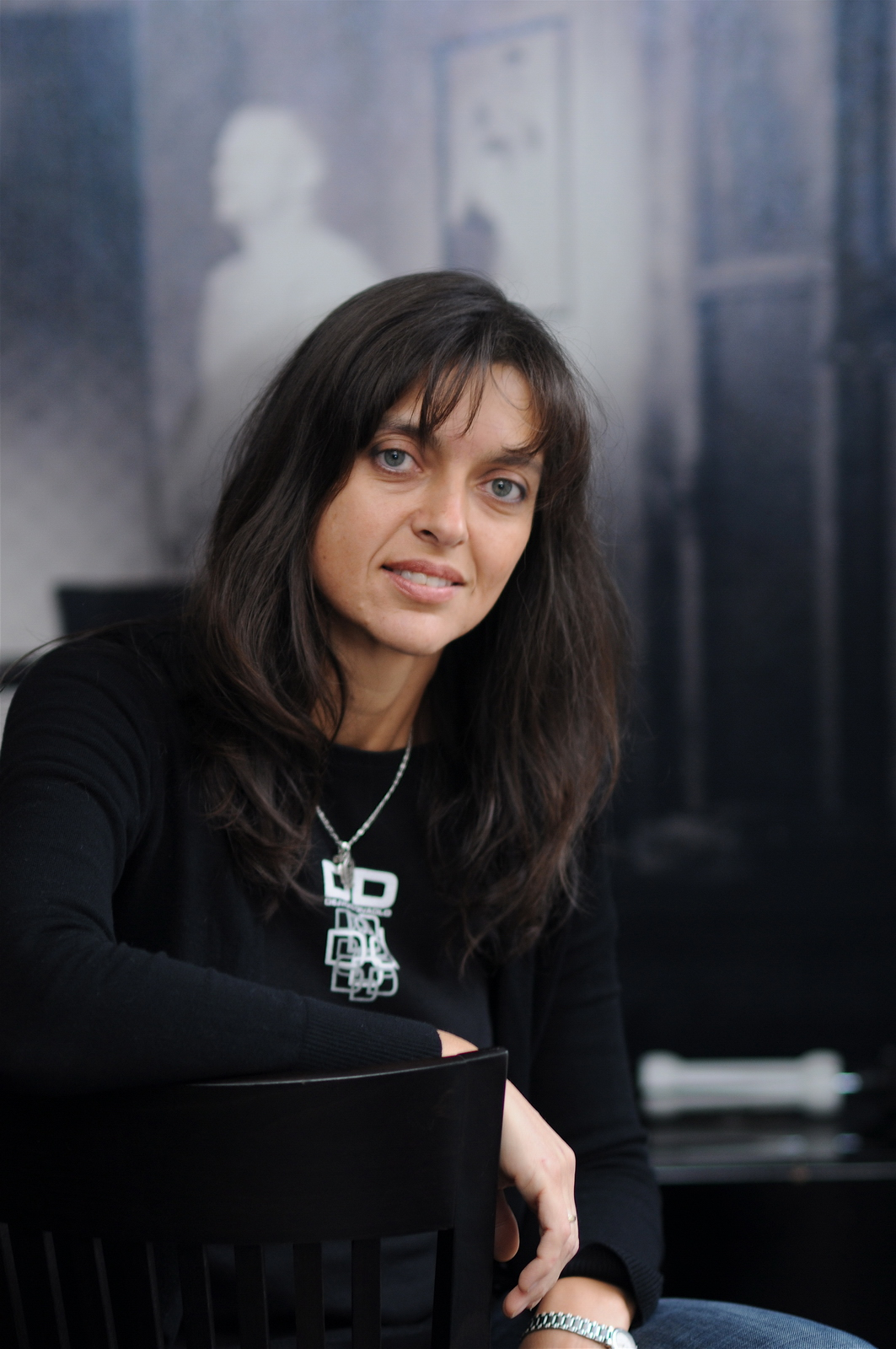
Eva Suková
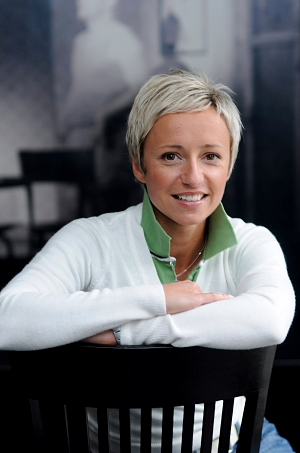
Holcová
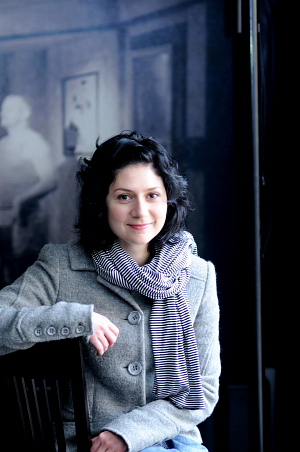
Issová
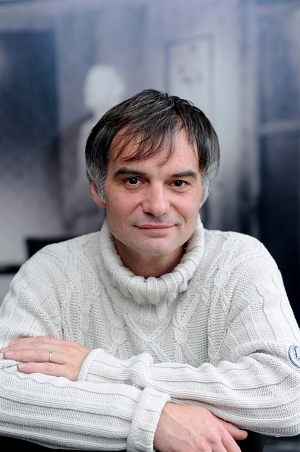
Trojan
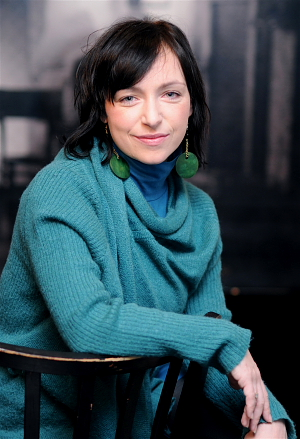
Vilhelmová

## Knihy
- Fotoalbum Dejvické divadlo 20 let. Praha: Dejvické divadlo, 2012. 267 s. ISBN 978-80-260-2037-0.